# Собор Різдва Пресвятої Богородиці (Сараєво)
Собор Різдва Пресвятої Богородиці (серб. Саборна Црква Рођења Пресвете Богородице, сербохорв. Saborna Crkva Rođenja Presvete Bogorodice) — кафедральний собор Дабро-Боснійської митрополії Сербської православної церкви, найбільша православна церква в Сараєві та одна з найбільших на Балканському півострові, національна пам'ятка Боснії і Герцеговини.

## Історія
Рішення про будівництво кафедрального собору Різдва Пресвятої Богородиці в Сараєві було прийнято на початку 1859 року, в період, коли європейські держави, Велика Британія, Франція та Росія, чинили тиск на Османську імперію, з вимогою дозволити релігійну свободу своїм громадянам і надати дозвіл на будівництво церков. Самому будівництву храму передував Паризький мир 1856 року, яким Туреччина за наполяганням інших країн визнала рівноправність мусульман і християн. На практиці це означало, що було дозволено будівництво нових і ремонт старих церков, а також відкриття шкіл.
У 1859—1862 роках було куплено землю, на правому березі річки Міляцка та матеріали для будівництва. Більшість грошей на будівництво зібрали сербські купці з Сараєва, на чолі з Манойло Єфтемовичем. Роботи по будівництву кафедрального собору митрополита Дабробосни розпочалися в 1863 році зі схвалення султана Абдул-Азіза. Освячення фундаменту відбулося 11 червня згаданого року. Роботи над храмом тривали одинадцять років. Він був повністю завершений 1 травня 1874 року.
У 1921 році собор було відремонтовано.
У 1998—1999 роках церкву було відреставровано за підтримки боснійської та грецької влади. У 2006 році собор було занесено до Списку національних пам'яток Боснії і Герцоговини.

## Архітектура
Церква в основному являє собою тринефну базиліку з вписаним хрестом і п'ятьма куполами, побудованими з каменю і спочатку покритими свинцем. Має шість дверей. Підлога з тесаних дощок. Вівтар і простір перед вівтарем піднесені на три сходинки.
Собор побудований у стилі бароко за проектом Андрія Дам'янова. Довжина церкви — 37 метрів, ширина — 22,5 метра, висота стін — 15,5 метрів, висота малих куполів — 20 метрів, висота великого купола — 34 метри. Дзвіниця має розмір 7,50×4,50 м, висота — 45 метрів. Вхід до церкви розташований із західного боку, а апсида — зі східного. Шість масивних циліндричних колон, розташованих на відстані близько 8 м одна від одної, розділяють наву на центральну та дві бічні частини. Діаметр колон становить приблизно 90 см.

## Галерея

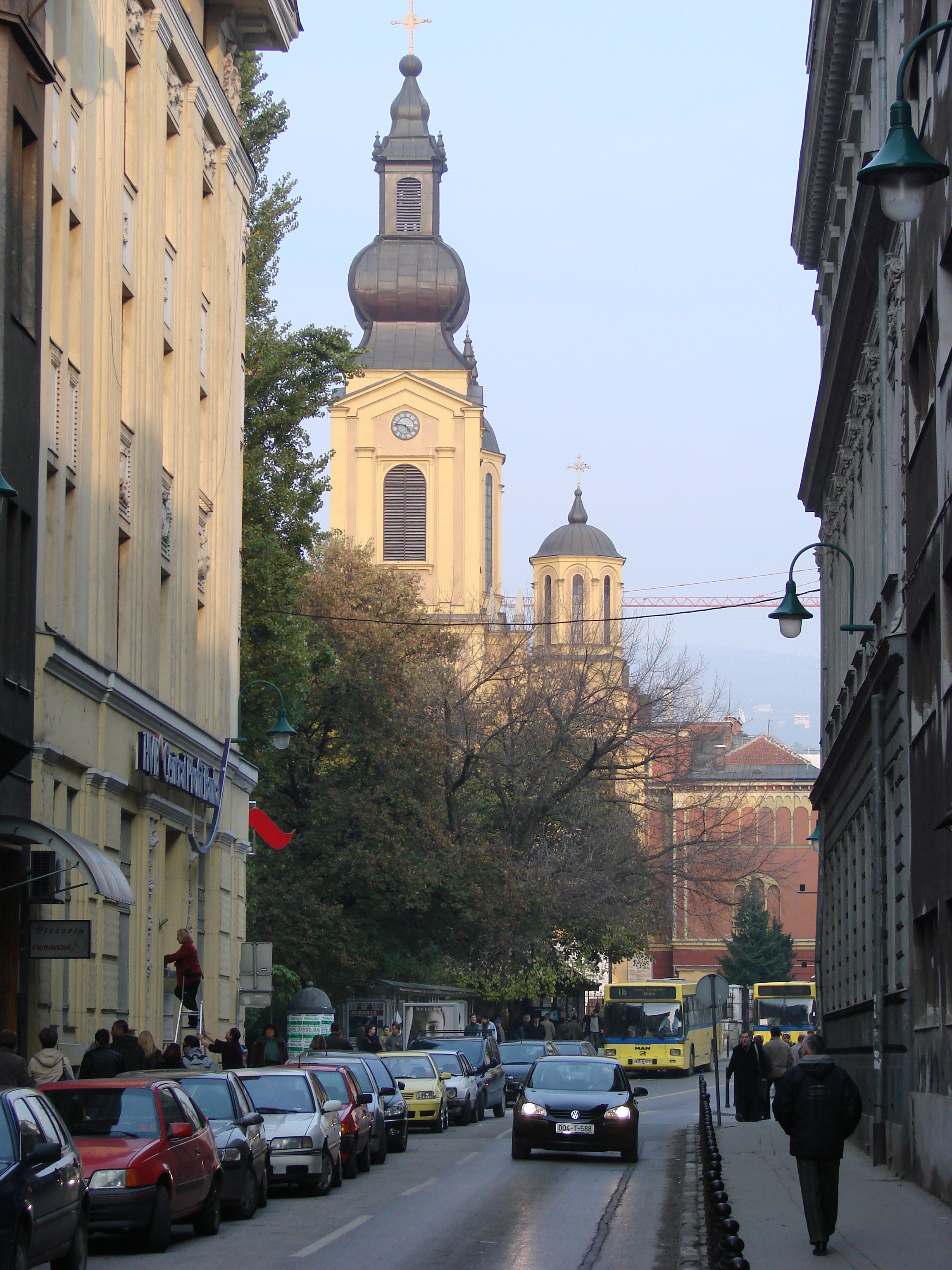
Соборна церква в центрі Сараєво
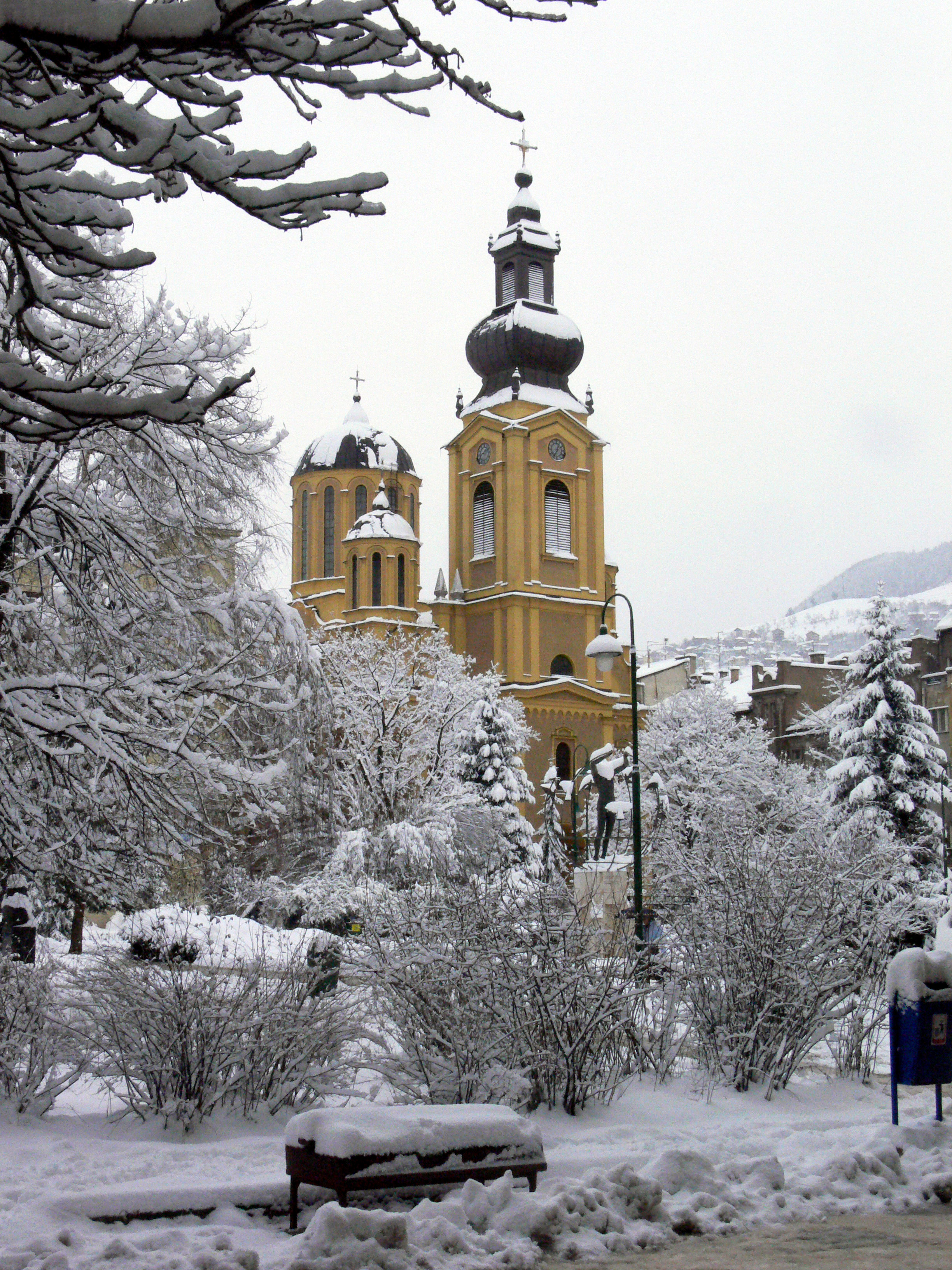
Собор взимку
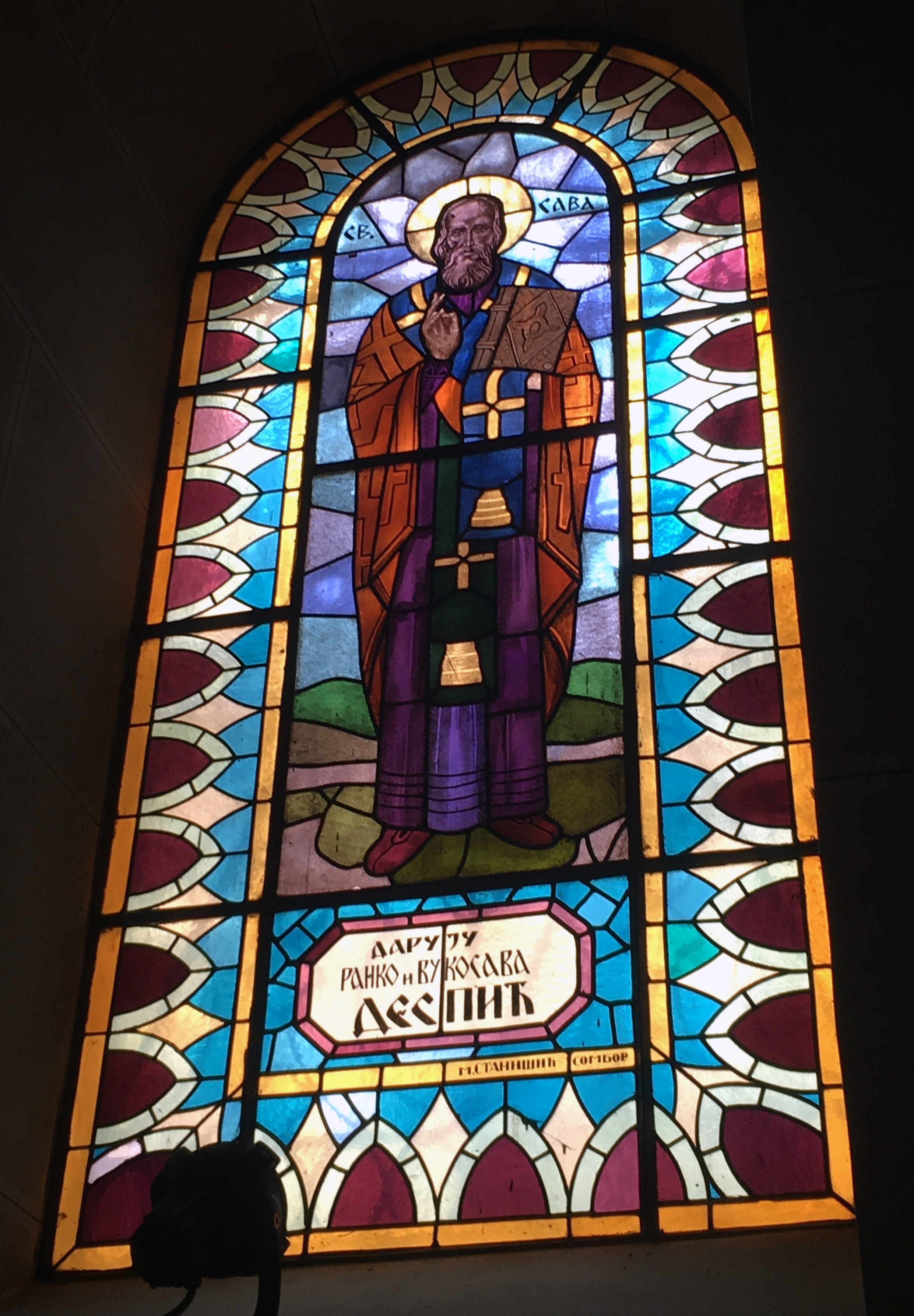
Вітраж Святого Сави в церкві